# Scampolo, ein Kind der Straße
Pour les articles homonymes, voir Scampolo.
Pour plus de détails, voir Fiche technique et Distribution.
Scampolo, ein Kind der Straße est un film allemand, sorti en 1932.

## Synopsis
Scampolo est une orpheline au chômage, qui réussit à gagne quelques sous en livrant occasionnellement des paquets de linge pour la blanchisserie de Madame Schmidt. Un jour, elle doit non seulement apporter des paquets à la Pension Royal mais aussi encaisser des sommes dues par Maximilian, un ancien banquier sans emploi et désormais sans le sou. Celui-ci l'envoie chez son ami, le riche banquier Philipps, qu'elle ne rencontre toutefois que lorsqu'elle est de retour à la pension. Fascinée par l'allure distinguée de Maximilien, elle lui avance de l'argent pour payer sa chambre, en plus de l'argent de la lessive, en mettant en gage son bien le plus précieux, une paire de boutons de manchette. Face à Maximilien, Scampolo affirme qu'elle a reçu l'argent de Philipps. Le banquier, qui se trouve être en visite dans la chambre de Maximilien, observe l'imposture avec fascination. Scampolo ne vénère pas seulement Maximilien comme un prince charmant, elle veut aussi le sortir de sa léthargie. Dans un premier temps, elle le convainc d'ouvrir une école de langues afin de pouvoir payer les dettes accumulées avec les recettes. Elle se laisse néanmoins courtiser aussi bien par Gabriel, le serveur de la pension, que par Philipps. Lorsqu'elle décroche abusivement le téléphone dans le bureau de Philipps et reçoit un conseil boursier, elle le fait parvenir à Maximilian par l'intermédiaire de Gabriel, de sorte que l'ex-banquier peut ainsi se remettre en affaires auprès de son ami et devenir un homme riche.
Plus tard, Scampolo accompagne Maximilian, qui, redevenu l'associé de Philippe, souhaite s'envoler pour Londres dans le cadre d'opérations boursières et s'y installer, à l'aéroport en compagnie de son futur époux Gabriel, afin de faire ses adieux à Maximilian. Dans sa galanterie, Gabriel révèle toutefois à Maximilian à qui il doit le conseil boursier et Maximilian comprend enfin quelle est l'attitude de Scampolo à son égard. Sans hésiter, il entraîne la jeune femme dans l'avion et l'emmène avec lui à Londres.

## Fiche technique
- Titre français : Scampolo, ein Kind der Straße
- Réalisation : Hans Steinhoff
- Scénario : Billy Wilder, Felix Salten et Max Kolpé d'après la pièce de Dario Niccodemi
- Musique : Artur Guttmann et Franz Waxman
- Pays d'origine : République de Weimar
- Format : Noir et blanc - 1,37:1 - Mono
- Genre : Comédie
- Date de sortie : 1932

## Distribution
- Dolly Haas : Scampolo
- Karl Ludwig Diehl (en) : Maximilian
- Oskar Sima : Philippe
- Paul Hörbiger : Gabriel
- Hedwig Bleibtreu : Frau Schmid